# 阿里·法扎特
阿里·法扎特（英語：Ali Farzat，阿拉伯语：‎，1951年6月22日—），叙利亚政治漫画家。他在叙利亚、阿拉伯世界以及其他国际的报纸上出版了超过15,000张讽刺画。现任阿拉伯漫画家协会主席。

## 生平
1951年他出生于叙中部城市哈马并在那里长大。14岁时他的第一幅作品发表在报纸al-Ayyam上。1969年他开始为国营日报《al-Thawra》创作漫画。1970年进入大马士革大学艺术学院学习，1973年在正式毕业之前离校。1970年代中期，他为另一家政府控制的日报《Tishreen》绘画，每天都有作品发表。1980年柏林颁发给他的国际奖项使他成名，之后他的作品开始出现在法国报纸《Le Monde》上。1989年他的作品出现在巴黎举办的阿拉伯世界研究会（Arab World Institute）的展览上。这也让他受到了来自萨达姆·侯赛因发出的死亡威胁，以及受到伊拉克、约旦和利比亚政府的禁令，因为这些展览作品展示了一些国家的元首或总司令给阿拉伯民众带来了军事奖章而非食物。
2000年12月，他开始出版自复兴党从1963年掌权以来的第一份独立性期刊《al-Domari》(灯夫)，该报与法国周报《Le Canard enchaîné》的格调类似都以政治讽刺为基础。首版于2001年2月发行，在四个小时以内就售出5万份。2002年，他因“在文化和发展方面的成就”而赢得很有威望的荷兰克勞斯親王獎。不过到了2003年 ，由于该报频繁遭到政府的苛刻审查和缺少资金而被迫停刊。他被称为“阿拉伯世界最知名的文化名人之一”。

### 2011年示威中
在反抗复兴党政府的示威活动中，他创作的漫画矛头直指叙统治当局，尤其是阿萨德总统。在利比亚的黎波里于8月下旬被攻克后，他发表了一张漫画描绘阿萨德紧紧抓住一个公文包正等着跟正坐在车上逃跑的卡扎菲一起逃跑。
2011年8月25日，他被报道在大马士革的Umayyad广场被蒙面枪手拉出汽车，一般人认为那些人是叙安全部队人员。他在遭到痛打后被丢弃在一条通往机场的公路上，过路人发现他并将他送到医院治疗。根据相关人士透露，安全部队是想要他的双手残废并告诉他“这只是一次警告”。他的兄弟As'aad则表示他是在家附近的5公里处遭到5名枪手的绑架，在机场路上遭到残酷地殴打后被警告“不要再讽刺叙利亚的领导人了”。地方协调委员会(LCC)的一名活动分子表示法扎特的公文包和漫画作品还被打他的人没收。
叙利亚反对派对这次殴打事件表示愤慨，一些网络活动家为表示对他的支持还将Facebook上的档案图片换成法扎特的漫画。事件也激起了阿拉伯国家和国际漫画家的共同关注和谴责，埃及和黎巴嫩的报纸，以及巴西的漫画家卡洛斯·拉特福都创作漫画以表达他们对法扎特的支持和对叙政府的不满。
美国谴责该事件称它为“残忍的”。而在该事件以前的7月份，创作过讽刺叙当局歌曲的作曲家Ibrahim al-Qashoush于7月4日被谋杀。

## 漫画风格
他的作品集中于描绘政治以及富有阶层人士的官僚主义作风、腐败和伪善。

## 漫画集
- A Pen of Damascus Steel (2005)

## 深度阅读
- Cartoonist gives Syria a new line in freedom （页面存档备份，存于） by Brian Whitaker, Tuesday 3 April 2001,  The Guardian
- Hoping for media freedom in Syria （页面存档备份，存于）, by Dan Isaacs, 25 March 2005,  BBC
- 'I Don't Compromise' （页面存档备份，存于）, by Hassan Abdallah, June 29, 2007, Newsweek
- A Wasted Decade （页面存档备份，存于）, July 16, 2010, 人权观察
- Celebrated cartoonist beaten up in Syria, say activists[永久], August 25, 2011 Now Lebanon
- Ferzat in the Lion's Den, October 17, 2011 Michael Netzer